# 루이 16세의 처형

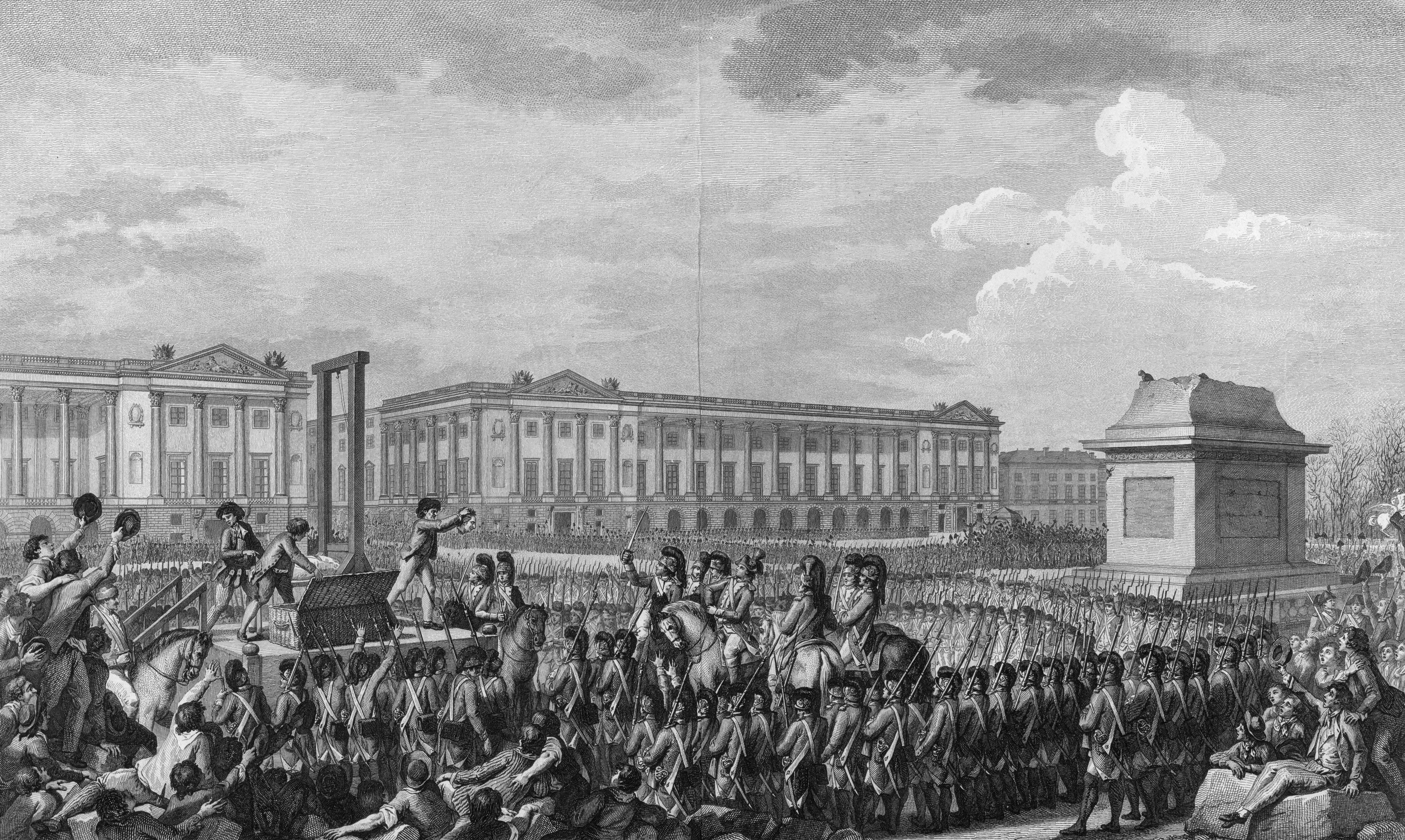
《1793년 1월 21일 – 혁명 광장에서의 루이 카페의 죽음》, 샤를 모네, 1794년, 프랑스 국립도서관 소장

군주제가 폐지된 이후 프랑스의 국왕이었던 루이 16세는 프랑스 혁명(1789~1799) 기간인 1793년 1월 21일 파리의 혁명 광장에서 공개 처형되었다. 나흘 전 열린 그의 재판에서 국민공회는 거의 만장일치로 전 국왕에게 반역죄를 선고했다. "무죄"로 투표한 사람은 아무도 없었지만, 몇몇 의원들은 기권했다. 결국 루이 16세는 단순 다수결로 사형을 선고 받았다. 단두대에 의한 루이 16세의 처형은 당시 프랑스 제1공화국의 고위 사형 집행관이자 루이 14세 치하에서 왕실 사형 집행관을 지낸 샤를 앙리 상송이 맡아서 집행했다.
이 처형은 프랑스와 유럽 역사의 전환점으로 여겨지며, 전 세계적으로 다양한 반응을 불러일으켰다. 어떤 이들은 루이가 전 신하들에 의해 죽은 것이 프랑스에서 천 년간 이어져 온 군주제의 종식과 국가 내에서의 진정한 민주주의의 시작을 상징한다고 여겼지만, 루이가 프랑스의 마지막 왕은 아니었다. 다른 사람들(심지어 주요 정치 개혁을 지지했던 사람들 중 일부)은 이 처형을 무의미한 유혈 사태로 비난했고, 이를 프랑스가 폭력적이고 비도덕적인 혼돈 상태로 전락했다는 신호로 보기도 했다.
루이의 죽음은 전국의 혁명가들에게 용기를 불어넣었고, 그들은 그 후 수년간 프랑스의 정치적, 사회적 구조를 근본적으로 바꾸었다. 루이 16세가 죽은 지 9개월 후인 10월 16일, 그의 아내이자 전 프랑스 여왕인 마리 앙투아네트도 루이 16세의 처형이 집행되었던 혁명 광장에서 단두대로 처형되었다.

## 배경

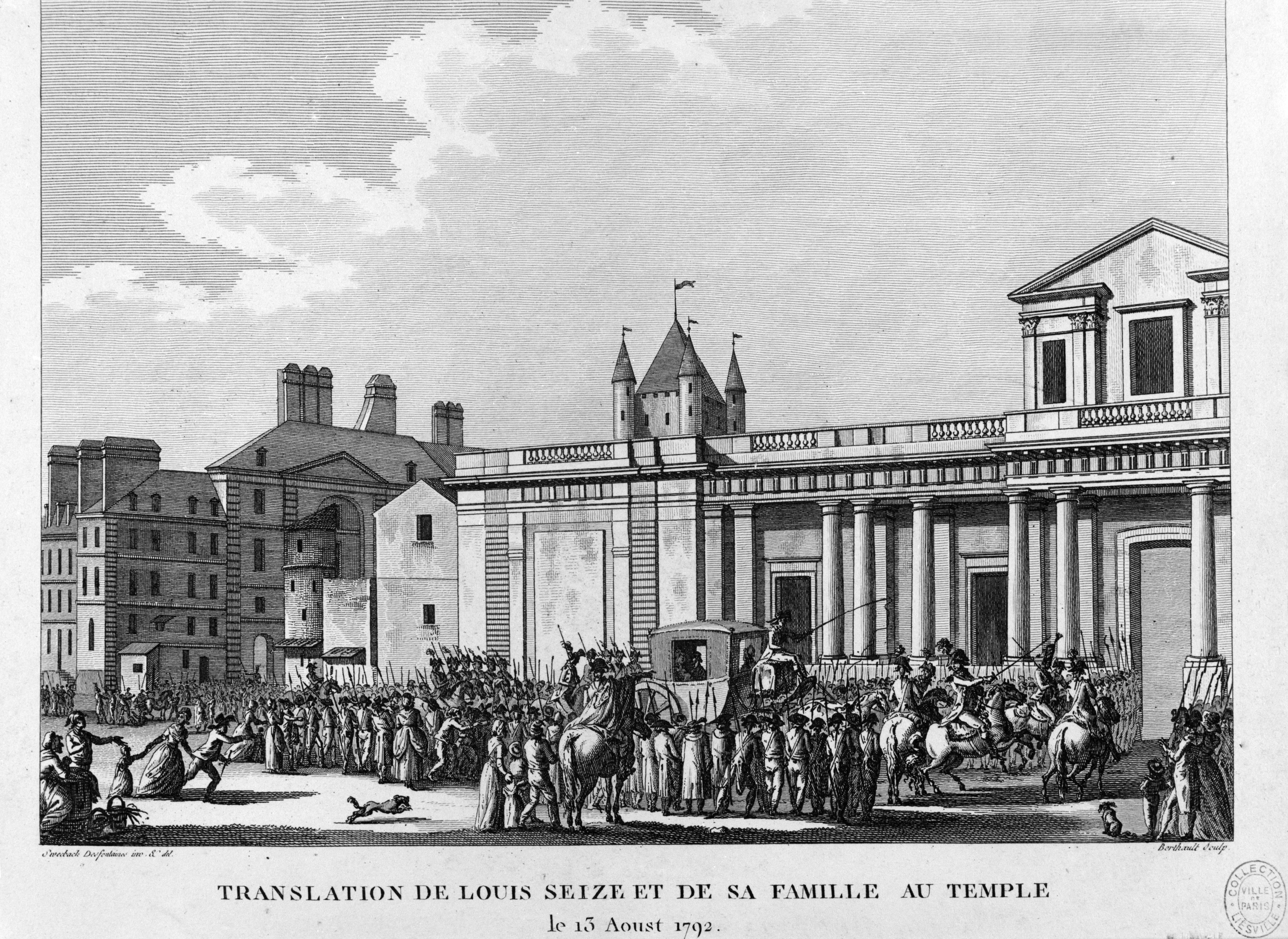
1792년 8월 13일 루이 16세와 그의 가족이 탕플 감옥으로 이송되는 모습. 자크 프랑수아 조제프 스베바흐데퐁텐의 1792년 판화

1792년 8월 10일 봉기 동안 튈르리 궁전이 공격받은 후, 루이 16세는 아내 마리 앙투아네트와 두 자녀, 그리고 여동생 엘리자베트와 함께 파리의 탕플 감옥에 투옥되었다. 1792년 9월 21일, 공의회는 만장일치로 군주제를 폐지하고, 그에 따라 프랑스 공화국을 수립함으로써 전임 국왕의 운명에 대한 논쟁이 벌어졌다. 그에 대한 증거를 조사하기 위해 위원회가 설립되었고, 협약 입법위원회는 미래의 재판의 법적 측면을 고려했다. 11월 13일, 막시밀리앵 드 로베스피에르는 공회에서 루이 자신이 위반하고 그의 불가침을 선언한 헌법이 더 이상 그의 방어에 사용될 수 없다고 선언했다. 11월 20일, 루이가 은행가 및 장관들과 주고받은 726개의 문서가 비밀리에 보관된 사실이 밝혀지면서 루이에 대한 여론이 급격히 불리해졌다.
이제 국왕의 운명에 대한 문제가 대중 담론을 차지하게 되면서 로베스피에르는 루이의 재판의 수사학과 과정을 정의할 연설을 했다. 로베스피에르는 폐위된 왕은 이제 자유와 국가 평화에 대한 위협으로만 기능할 수 있으며 의회의 구성원은 공정한 판사가 아니라 공공 안전을 보장할 책임이 있는 정치인이 되어야 한다고 주장했다.

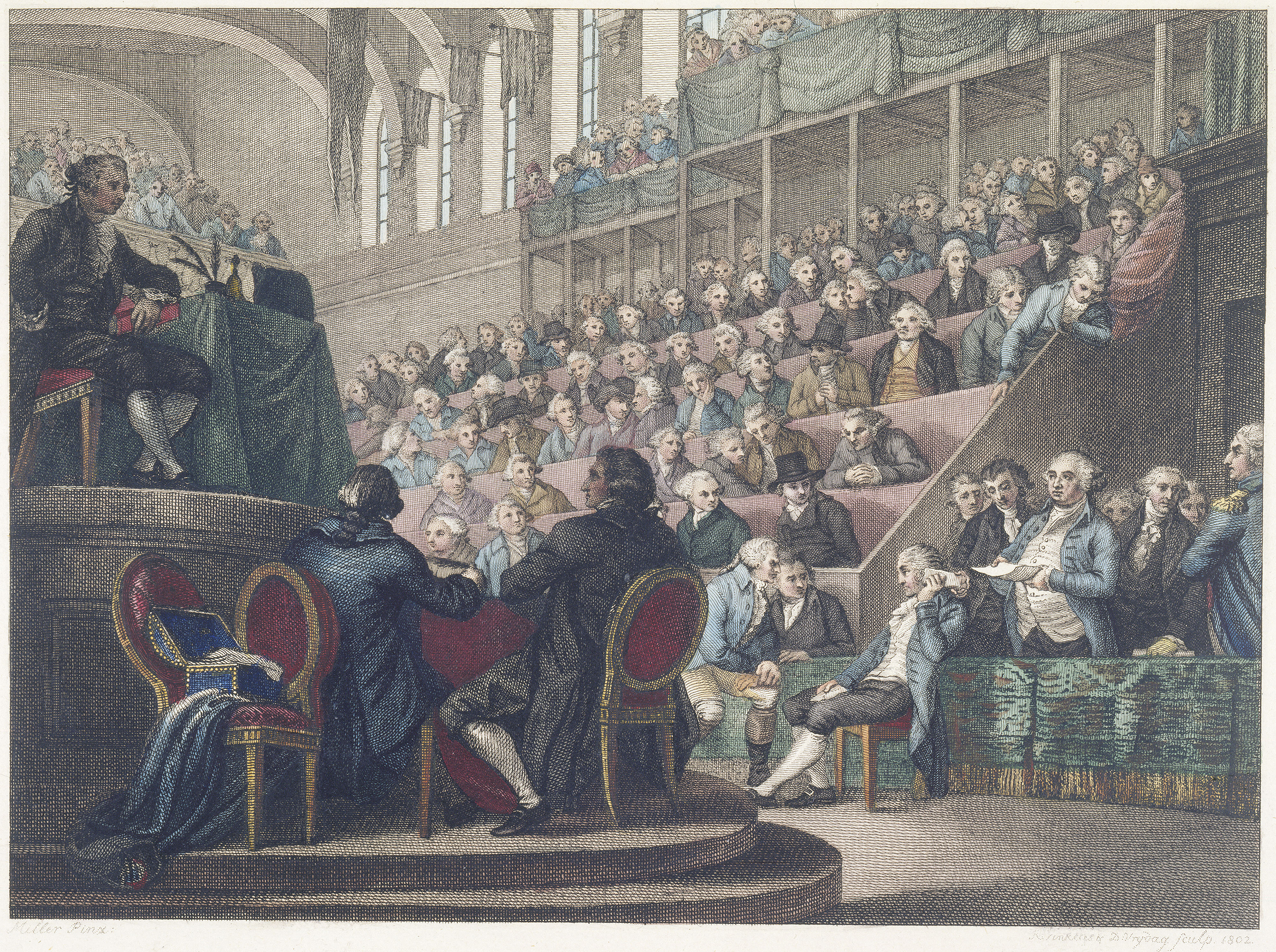
로베스피에르가 앞줄에서 지켜보는 가운데 루이 16세가 국민공회 앞에서 재판을 받고 있다. 레네 빈켈스의 판화, 1793-1796년경

로베스피에르는 재판 없이 선출된 국민공회에서 판결을 내려야 한다고 주장하면서, 루이의 재판이나 판결의 법적 측면에 대해 보고하는 위원회를 이끈 장바티스트 메일의 권고를 지지했다. 일부 지롱드파(페티옹)와 달리 로베스피에르는 예비선거나 국민투표에 의한 판결에 대해 구체적으로 반대했으며 이것이 내전을 일으킬 수 있다고 믿었다. 로베스피에르는 마리 앙투아네트 왕비의 재판과 프랑스의 도팽인 루이 샤를의 투옥을 요구한 반면, 사형에 대한 그의 반대에도 불구하고 왕은 처형되어야 한다고 주장했다.
산악파(몽타뉴파)의 모든 대의원들에게 12월 3일 회의에 참석해달라고 요청했다. 대부분의 몽타뉴파는 재판과 처형을 지지했지만 지롱드파는 어떻게 진행할 것인가에 대해 더욱 의견이 엇갈렸는데, 어떤 이들은 왕의 불가침을 주장했고, 어떤 이들은 사면을 주장했으며, 또 어떤 이들은 더 가벼운 처벌이나 추방을 주장했다. 다음날인 12월 4일, 공의회는 모든 왕당파 저술을 불법으로 규정했다. 12월 26일은 국왕의 마지막 심리일이었다. 12월 28일, 로베스피에르는 자코뱅파에서 국왕의 운명에 대한 연설을 다시 해달라는 요청을 받았다. 1793년 1월 14일, 국왕은 음모와 공공 안전에 대한 위협 혐의로 만장일치로 유죄 판결을 받았다. 이전에는 협약이 법원과 같은 적이 없었다. 1월 15일, 로베스피에르가 이끄는 국민투표 결정은 424 대 287로 부결되었다. 1월 16일, 국왕의 형량을 결정하기 위한 투표가 시작되었고, 회기는 24시간 동안 계속되었다. 로베스피에르는 왕의 처형을 확실히 하기 위해 열렬히 노력했다. 자코뱅파는 지롱드파의 사면에 대한 마지막 호소를 성공적으로 기각했다. 1월 20일, 대의원의 절반이 즉각 사형에 찬성표를 던졌다.

## 처형 하루 전날 밤

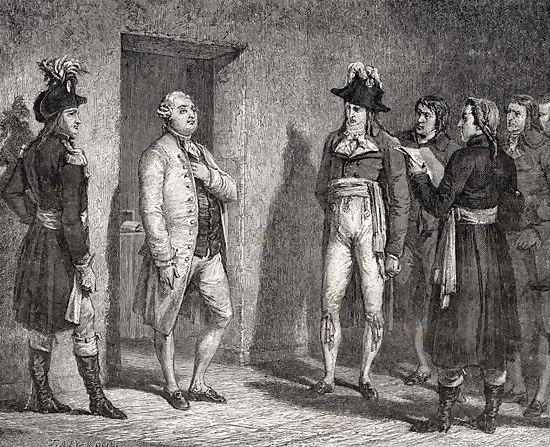
1793년 1월 20일, 루이 16세에게 사형 선고를 발표하는 도미니크 조제프 가라

루이의 처형에 찬성표를 던진 후, 의회는 대표단을 파견하여 탕플 감옥에 있는 전(前) 국왕에게 판결을 알렸다. 루이는 여러 가지 요청을 했는데, 특히 처형되기 전에 3일의 시간을 더 달라고 요청했고, 가족의 마지막 면회를 요청하기도 했다. 대리인들은 면회 요청 의견은 받아들였지만 처형을 연기하는 것은 기각했다. 처형 하루 전날인 1월 20일, 루이는 오후 7시경에 마지막 저녁 식사를 했다. 고해사제인 아일랜드 출신의 헨리 에식스 에지워스 신부를 만난 뒤, 오후 8시경 루이는 자신의 방에서 전(前) 왕족을 맞이했다. 면회에는 마리 앙투아네트, 그들의 아이들인 마리테레즈, 루이 샤를, 그리고 그의 여동생 엘리자베트가 방문했다. 오후 11시경, 루이의 가족은 성전을 떠났고 전임 국왕은 다시 그의 고해사제를 만났다. 그는 자정 반에 잠자리에 들었다.

## 탕플 감옥에서의 마지막 시간
처형 당일, 루이는 오전 5시쯤 그의 하인 장바티스트 클레리에 의해 깨어났고, 그날의 사건을 보고하도록 파리 코뮌에 의해 임명된 자크 루를 비롯한 많은 사람들에게 인사를 받았다. 클레리의 도움으로 옷을 입은 후 전 국왕은 오전 6시경에 에지워스 신부와 합류했다. 그는 클레리가 집전한 마지막 미사를 듣고 성체를 영했다. 미사에 필요한 물품은 당국의 특별 지시에 따라 제공되었다.
에지워스의 조언에 따라 루이는 가족과의 마지막 작별을 피했다. 오전 7시, 그는 왕실 인장은 아들에게, 결혼 반지는 아내에게 주라는 마지막 소원을 사제에게 털어놓았다. 오전 8시쯤, 국가방위군 사령관 앙투안 조제프 상테르가 성전에 도착했다. 루이는 에지워스로부터 마지막 축복을 받고 시 당국자에게 유언(불어)을 제출한 후, 상테르에게 인계되었다.

## 혁명 광장으로 가는 길

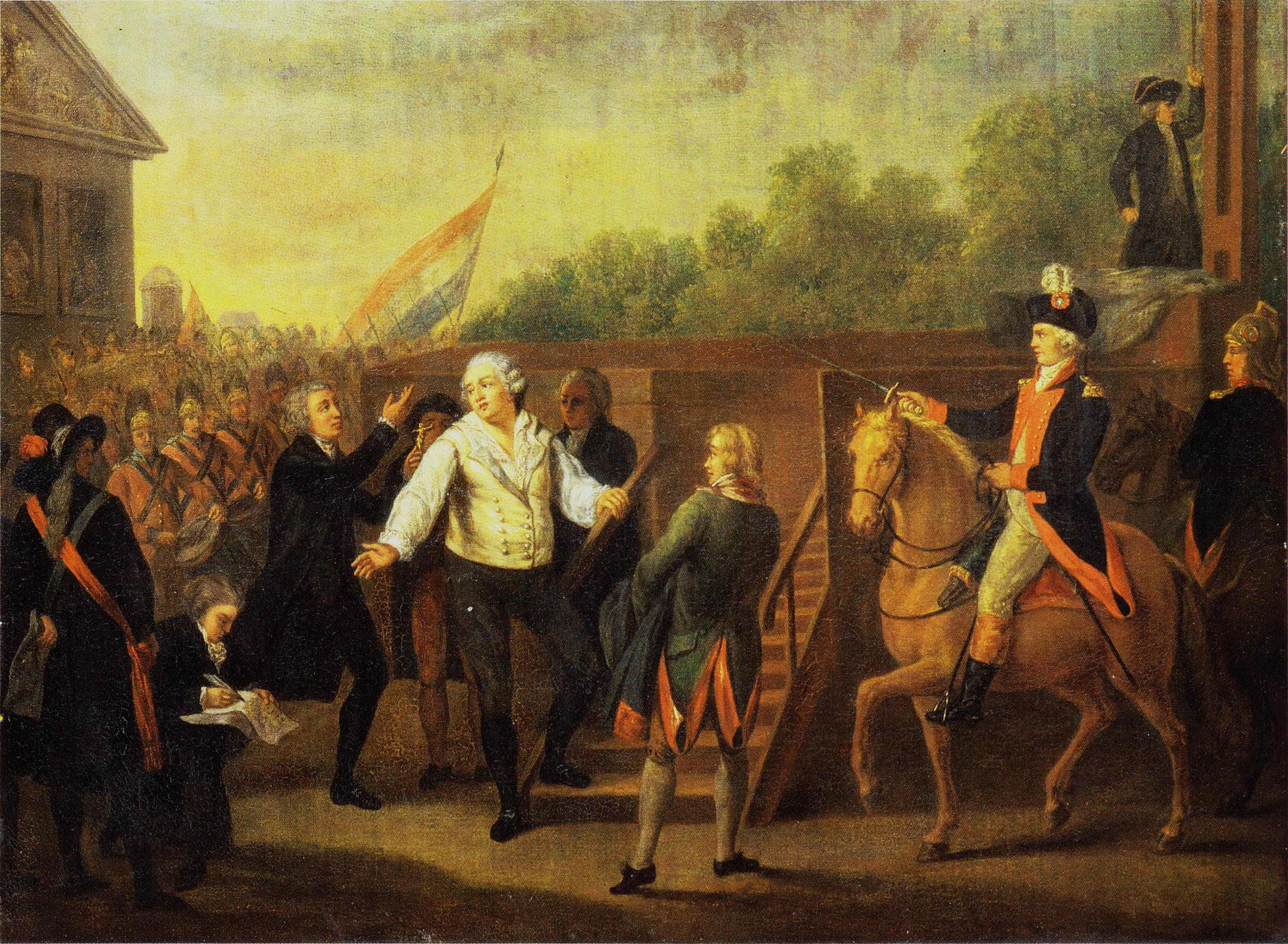
《1793년 1월 21일, 단두대 발치에 선 루이 16세와 에지워스 아베》, 찰스 베나제크(Charles Benazech), 1793년, 베르사유궁 소장

루이는 두 번째 마당에서 기다리고 있는 녹색 마차에 올랐다. 당시 파리 시장이었던 니콜라 샹봉은 폐위된 국왕이 혁명 광장까지 수레로 끌려가지 않도록 보장했다. 그는 사제와 함께 앉았고, 그 맞은편에는 두 명의 민병대가 앉았다. 마차는 오전 9시쯤 북과 나팔 소리 속에 성전을 출발했다. 마차는 1시간 이상 파리를 통과했으며 약 200명의 기마 헌병이 이를 호위했다. 호송 당시 파리에는 80,000명의 무장한 군인(국민방위군, 연방군, 소총병)이 교차로, 광장을 점령하고 거리를 따라 진을 치고 있었으며 주요 위치에 대포를 배치했다. 파리 시민들은 단두대가 있는 장소와 길가에서 처형을 지켜보기 위해 대거 몰려들었다.
현재의 클레리 거리 근처에는 루이 16세의 바렌 도주를 재정적으로 지원했던 전 왕족의 지지자였던 바츠 남작이 있었는데, 그는 전 국왕의 도피를 돕기 위해 300명의 왕당파를 소집했다. 루이는 마르상 백작 소유의 클레리 거리에 있는 집에 숨어 있었다. 남작은 앞으로 뛰어들어 "나를 따르라, 친구들이여, 왕을 구하자!"고 외쳤지만, 그의 동료들은 엄청난 비난을 받았고 겨우 몇 명만이 나타날 수 있었다. 그중 3명이 사망했지만 바츠는 탈출에 성공했다.
호송대는 대로와 혁명의 거리(rue de la Révolution, 현재 루아얄 거리)를 따라 계속 이동했다. 루이의 마차는 오전 10시 15분경 혁명 광장에 도착하여 샹젤리제 거리와 기단 사이에 설치된 처형대 앞에 멈췄다. 그 기단은 그의 할아버지 루이 15세 동상이 1792년에 무너지기 전까지 있었던 곳이었다. 단두대는 총과 연방군으로 둘러싸인 빈 공간에 설치되었으며, 사람들은 일정한 거리를 두고 있었다. 2만 명의 병력이 그 지역을 지키기 위해 배치되었다.

## 집행

참수된 루이 16세의 머리

루이는 마차에서 내려 사형 집행인인 샤를 앙리 상송에게 인계된 후 프록 코트와 크라바트를 벗었다. 처음에는 상송과 그의 비서들이 루이의 손을 묶는 것을 허락하지 않았지만, 결국 에지워스의 설득으로 밧줄 대신 루이의 손수건으로 손을 묶었다. 그러자 사형 집행인의 부하들이 그의 머리카락을 자르고 셔츠 칼라를 열었다. 북소리에 맞춰 루이는 단두대 계단을 올라가 단에 있는 상송과 그의 네 명의 조수와 마주했다.
루이는 단두대 가장자리로 걸어가서 북 연주자들에게 멈추라고 신호를 보내고 군중에게 자신이 무죄하다고 선언했으며 프랑스의 미래에 대한 우려를 표명했다. 그는 계속 말하고 싶었지만 상테르가 드럼 연주를 명령했고 그로 인해 발생한 소음 때문에 그의 마지막 말을 알아듣기 어려웠다. 사형 집행자들은 루이를 단두대의 받침대(bascule, 바스클)에 고정시키고 그의 목을 단두대의 멍에(lunette, 루넷) 아래에 위치시켜 고정시켰다. 오전 10시 22분, 장치가 작동하고 칼날이 그의 머리를 재빨리 잘랐다. 상송의 조수 중 한 명이 잘린 그의 머리를 통에서 꺼내 환호하는 군중에게 보여주었다. 일부 관중들은 "국립 만세!", "공화국 만세!", "자유 만세!"를 외쳤고, 몇몇이 파랑돌을 춤추는 동안 예포가 가해졌다.